# Menotti (piłkarz)
Menotti Tomazzo Sobrinho (ur. 15 marca 1943 w São Paulo, zm. 30 października 2022) – piłkarz brazylijski grający na pozycji napastnika.

## Kariera klubowa
Menotti występował w SE Palmeiras. Z Palmeiras zdobył mistrzostwo stanu São Paulo – Campeonato Paulista w 1963 roku.

## Kariera reprezentacyjna
Menotti występował w olimpijskiej reprezentacji Brazylii. W 1963 roku Menotti uczestniczył w Igrzyskach Panamerykańskich, na których Brazylia zdobyła złoty medal. Na turnieju w São Paulo Menotti wystąpił tylko w meczu z USA.